# Qianling (häradshuvudort i Kina, Hunan Sheng, lat 28,71, long 109,65)
Qianling (kinesiska: 迁陵, 保靖县) är en häradshuvudort i Kina. Den ligger i provinsen Hunan, i den södra delen av landet, omkring 330 kilometer väster om provinshuvudstaden Changsha. Antalet invånare är 278 169. Befolkningen består av 133 818 kvinnor och 144 351 män. Barn under 15 år utgör 18,0 %, vuxna 15-64 år 70 %, och äldre över 65 år 10,0 %.
Runt Qianling är det ganska tätbefolkat, med 139 invånare per kvadratkilometer. Qianling är det största samhället i trakten. I omgivningarna runt Qianling växer huvudsakligen savannskog.
Genomsnittlig årsnederbörd är 1 790 millimeter. Den regnigaste månaden är maj, med i genomsnitt 312 mm nederbörd, och den torraste är december, med 28 mm nederbörd.